# ウェスティン
ウェスティン・ホテルズ&リゾーツ (Westin Hotels & Resorts) は、マリオット・インターナショナルが展開するホテルブランド。現在は世界37カ国に展開されている。
低価格の姉妹ブランドに「エレメント・バイ・ウェスティン (Element by Westin)」がある。

## 歴史
1930年、ワシントン州ヤキマにウェスタン・ホテル (Western Hotels) としてアメリカ西部にホテルチェーンを運営されることが始まりであった。1954年にウェスタン・インターナショナル・ホテルズと改称、1958年にはそれまで個別にホテル開発を行なってきたものを単一組織に改組、1963年に株式市場に上場。
開業50周年を記念し1980年に現在のウェスティン・ホテルズ&リゾーツに改称。
1970年にユナイテッド航空に買収され、同時期に買収されたヒルトン・ホテルやハーツ・レンタカーとともに旅行関連企業グループを形成しようとしたが計画が失敗に終わり、ウェスティンは1987年に日本の青木建設に売却。
青木建設は1994年にスターウッドとゴールドマン・サックスに売却し、1998年にはスターウッド・ホテルズ＆リゾーツのブランドとなった。
ウェスティンは「ヘヴンリー・ベッド (Heavenly Bed)」など「ヘヴンリー (Heavenly)」という名称で特徴あるアメニティーを導入。その後ヘヴンリー関連商品は百貨店ノードストロームでも販売された。2008年にはユナイテッド航空とのパートナーシップを締結した。
2006年には姉妹ブランドとして「エレメント・バイ・ウェスティン (Element by Westin)」が誕生。ウェスティンより低価格なブランドとして展開されている。
2016年、スターウッド・ホテルズ＆リゾーツがマリオットインターナショナルに売却され、マリオットの1ブランドとなった。

## 日本における展開

### 営業中のホテル
- ウェスティンルスツリゾート（旧・ルスツタワーホテル） - 2015年12月5日リブランド開業。
- ウェスティンホテル仙台 - 仙台トラストタワー内に2010年8月1日開業。
- ウェスティンホテル東京 - 恵比寿ガーデンプレイス内に1994年10月14日開業。
- ウェスティンホテル横浜 - 2022年6月13日開業[4]。
- ウェスティン都ホテル京都（旧・都ホテル） - 1966年に当時の都ホテルと業務提携。都ホテルズ&リゾーツとして2002年4月に加盟し、名称変更[5]。
- ウェスティンホテル大阪 - ウェスティンホテル&リゾートの日本第1号、新梅田シティ内に1993年6月3日開業。

### かつて営業していたホテル
- ウェスティンナゴヤキャッスル - ホテルナゴヤキャッスルが2000年4月4日に加盟し、ウェスティンナゴヤキャッスルに名称変更。2018年2月1日 - フランチャイズ契約終了によりホテルナゴヤキャッスルに再改称。
- ウェスティンホテル淡路 - 2020年10月1日 - フランチャイズ契約終了によりグランドニッコー淡路に改称。